# Nulta energetska kuća
Nulta energetska kuća je vrsta objekta koja uz pomoć sustava za iskorištavanje prije svega sunčeve energije, ali i ostalih obnovljivih izvora energije pokriva svoju godišnju potrošnju energije te smanjuje emisije ugljikovog dioksida. Kuće koje proizvedu višak energije tijekom godine mogu se nazvati “plus energetske kuće”, a kuće koje potroše malo više energije nego što proizvedu nazivaju se “izrazito niskoenergetske kuće”.
Tradicionalne kuće troše 40% ukupne energije fosilnih goriva u SAD-u i Europskoj uniji te imaju značajan doprinos u stakleničkim plinovima. Princip nulte ukupne potrošnje energije je promatran kao način smanjenja emisije ugljikovog dioksida i smanjenja ovisnosti o fosilnim gorivima. Iako su nulte energetske kuće rijetkost, čak i u razvijenim zemljama stječu važnost i popularnost.
Većina nultih energetskih kuća koristi električnu mrežu, ali neke su potpuno neovisne o mreži. Energija je obično odmah pohranjena preko kombinacija tehnologija za proizvodnju energije iz Sunca i vjetra, dok se ukupna potrošnja energije smanjuje s visoko učinkovitim HVAC-om (grijanje, ventilacija i klimatizacija) i rasvjetnim tehnologijama. Cilj nulte energije je postati što praktičnija, stoga dok cijene tehnologija alternativnih energija padaju, tradicionalnih fosilnih goriva rastu. 
Razvoj suvremenih nultih energetskih kuća postao je moguć ne samo kroz napredak u novim oblicima energije i konstrukcijskim tehnologijama, nego je i značajno poboljšana znanstvenim istraživanjima, koja prikupljaju precizne podatke energetske učinkovitosti na tradicionalnim i eksperimentalnim kućama i daju parametre za napredne računalne modele kako bi predvidjeli učinkovitost inženjerskih konstrukcija.
Koncept nulte energije omogućava velik raspon pristupa zbog brojnih mogućnosti proizvodnje i pohranjivanja energije kombinirane s mnogim načinima mjerenja energije (s obzirom na cijenu, energiju ili emisiju ugljičnog dioksida).

## Konstrukcija i izgradnja
Nulte energetske kuće po standardu zahtijevaju novi pristup konstruiranju i izgradnji da bi samostalno pokrile i uvelike smanjile vlastitu potrošnju energije, što značajno odstupa od standardne građevinske prakse. Projektanti nultih energetskih kuća obično kombiniraju toplinu dobivenu pomoću pasivne sunčeve arhitekture i termalnu masu da stabiliziraju temperaturne promjene tijekom dana, te su takve kuće uglavnom superizolirane. Sunčeva svjetlost i toplina, prevladavajući povjetarac i hlađenje zemlje ispod kuće mogu osigurati danju svjetlost i unutarnju temperaturu s minimalnim mehaničkim sredstvima.
Računalnim 3D simulacijama moguće je prikazati planirani budući objekt s rasporedom konstrukcijskih varijabli kao što su orijentacija objekta s obzirom na položaj Sunca, raspored i vrsta prozora i vrata, vrsta izolacije, kvalitetu građevinskih elemenata, zračna nepropusnost, učinkovitost grijanja i hlađenja, rasvjeta i druge opreme kao i lokalnu klimu. Ove simulacije pomažu projektantima da predvide kako će objekt funkcionirati prije nego što je izgrađen i omogućuju procjenu ekonomske dobiti, pa čak i životni vijek.
Nulte energetske kuće građene su s mogućnošću značajne uštede energije. Smanjena je upotreba energije za grijanje i hlađenje korištenjem visoko učinkovite opreme, dodatne izolacije, visoko učinkovitih prozora, prirodne ventilacije i druge tehnike. Ove značajke ovise o klimatskim zonama u kojima se nalazi konstrukcija. Potrošnja energije uređaja za grijanje vode može se smanjiti upotrebom očuvane vode, povratom topline preko otpadne vode, upotrebom solarnog grijanja i visoko učinkovite opreme za grijanje vode. Dnevna rasvjeta unutar kuće može se 100% dobiti iz danje svjetlosti ili solarnih cijevi. Noćna rasvjeta je u pravilu riješena s fluorescentnim i LED osvjetljenjem koje troši jednu trećinu ili manje energije od žarulje sa žarnom niti, bez dodatne neželjene topline. Potrošnja energije može se smanjiti i odabirom učinkovitijih električnih uređaja. Ostale tehnike za postizanje nula ukupne potrošnje su superizolirani zidovi balama sijena.
Nulte energetske kuće često su konstruirane kako bi ponovno iskoristile utrošenu energiju, kao npr: iskoristiti toplinu odvedenu iz hladnjaka za zagrijavanje tople vode, ventilacija zraka, odvedenu toplu vodu iz tuša upotrijebiti kao izmjenjivač topline, toplinu iz uredske opreme i kompjuterskih uređaja kao i tjelesnu toplinu koristiti za zagrijavanje objekta. Ove kuće iskoriste toplinsku energiju koju standardne kuće ispuste u okoliš. One mogu iskoristiti povrat topline ventilacijom, ponovnim iskorištavanjem topline iz tople vode, kombinacijom topline i energije i apsorpcijskim hladnjakom.

## Pohrana energije
Nulte energetske kuće pohranjuju raspoloživu energiju da bi zadovoljili svoje potrebe za električnom energijom, grijanjem ili hlađenjem. U pojedinim kućama koriste se različite tehnologije mikrogeneracije za opskrbljivanje objekta toplinskom i električnom energijom, pomoću solarnih članaka, vjetroturbina za električnu energiju, biogoriva ili solarnih termokolektora povezanih sa sezonskom pohranom toplinske energije (STES) za grijanje prostora. STES se također može upotrijebiti ljeti za hlađenje, korištenjem energije hlađenja pohranjene tijekom zime. Većina nultih energetskih kuća je spojena na električnu mrežu na koju plasira višak proizvedene električne energije i iz koje preuzima električnu energiju kada ne proizvodi dovoljno za svoje potrebe tako da je konačna bilanca poravnata, dok druge mogu biti potpuno samostalne. 
Pohrana energije je najučinkovitija (s obzirom na cijenu i resurse) kada je kombinirana na lokalnoj razini, na primjer skupina kuća, općina, selo i slično, nego kao individualni objekti. Prednost takve lokalne pohrane energije je izostanak gubitaka pri prijenosu električne energije. Ovi gubici iznose oko 7,2%-7,4% prenesene energije. Pohrana energije u komercijalne i industrijske primjene treba imati prednost s obzirom na topografske lokacije. Proizvodnja dobara s obzirom na nultu ukupnu potrošnju fosilnih goriva zahtijeva lokacije geotermalnih izvora, blizina rijeka, vjetrovita i osunčana područja.

## Prednosti i nedostaci

### Prednosti
- Izdvajanje vlasnika kuće od budućih povećanja cijena električne energije
- Povećana udobnost zbog jednolike unutarnje temperature
- Smanjena potreba za štednjom energije
- Smanjen ukupni trošak vlasništva zbog energetske učinkovitosti
- Smanjeni ukupni mjesečni troškovi življenja
- Poboljšana pouzdanost – fotonaponski sustavi imaju 25-godišnju garanciju – rijetko podbace tijekom vremenskih problema
- Dodatni trošak za novu konstrukciju je smanjen s obzirom na nadogradnju
- Vrijednost nulte energetske kuće u odnosu na slične konvencionalne kuće raste pri svakom porastu troškova energije
- Buduća zakonodavna ograničenja i porez na emisije ugljikovog dioksida mogu dovesti do skupih ulaganja zbog neučinkovitosti zgrade

### Nedostaci
- Početni troškovi mogu biti veliki
- Vrlo malo inženjera ili građevinara ima potrebne vještine ili iskustvo za izgradnju nultih energetskih kuća
- Mogući pad troškova obnovljive energije u budućim komunalnim poduzećima može umanjiti vrijednost kapitala uloženog u energetsku učinkovitost
- Nova cijena opreme tehnologije fotonaponskih solanih članaka pada na oko 17% godišnje – to smanjuje vrijednost uloženog kapitala u sustav za proizvodnju električne energije iz solarne energije
- Nadoknada za veće početne troškove na pretprodaji kuće – procjenitelji su neinformirani – njihovi modeli ne uzimaju u obzir energiju
- Dok pojedina kuća može koristiti prosjek ukupne nulte energije tijekom godine, može zahtijevati energiju u vrijeme kada se javlja velika potražnja za energijom iz mreže. U tom slučaju kapacitet mreže mora osigurati električnu energiju bez obzira na opterećenja. Nulte energetske kuće ne mogu smanjiti potreban kapacitet elektrana
- Kolektor solarne energije koristeći krov kuće funkcionira samo na mjestima koja nisu ometana s obzirom na jug.   Kolektor solarne energije ne može biti postavljen na jug za sjevernu hemisferu ili na sjever za južnu hemisf. okrenut hladu ili šumovitoj okolici

## Nulte energetske kuće i zelena gradnja
Cilj zelene gradnje i arhitekture je što učinkovitije korištenje resursa i smanjiti negativan utjecaj kuće na okoliš. Nulte energetske kuće su postigle glavni cilj zelene gradnje, a to je potpuno ili drastično smanjenje potrošnje energije i emisije stakleničkih plinova kroz životni vijek kuće. Nulte energetske kuće koje smanjuju otpad, koriste reciklirane građevinske materijale, itd. mogu se smatrati ˝zelenima˝ u svim područjima. Međutim, nulte energetske kuće nastoje imati što manji utjecaj na okoliš tijekom životnog vijeka u usporedbi s ostalim ˝zelenim˝ kućama koje zahtijevaju dovod energije i fosilnih goriva da bi bile korisne za potrebe kućanstva.
Zbog zahtjevnosti i osjetljivosti konstrukcije na mjesto izgradnje da bi učinkovito zadovoljilo potrebe kućanstva s obnovljivim izvorom energije (solarna, energija vjetra, geotermalna itd.), moraju se primijeniti konstrukcijska načela i iskoristiti prednosti besplatno dostupnih prirodnih dobara, kao što su pasivna solarna orijentacija, prirodne ventilacije, danje svjetlosti, termalne mase i noćno hlađenje. 